# Tabernaemontana africana
Tabernaemontana africana är en oleanderväxtart som beskrevs av William Jackson Hooker. Tabernaemontana africana ingår i släktet Tabernaemontana och familjen oleanderväxter. Inga underarter finns listade i Catalogue of Life.